# Неживка (приток Кромы)
Неживка — река в Дмитровском и Кромском районах Орловской области, правый приток реки Крома. Исток реки находится в 1,5 км юго-западнее деревни Кошелево, на отметке высоты 212 м, течёт в северо-восточном направлении, впадает в 33 км по правому берегу Кромы, южнее деревни Рыжково, на отметке высоты 168 м. Длина реки составляет 22 км, площадь водосборного бассейна — 222 км².

## Данные водного реестра
По данным государственного водного реестра России относится к Окскому бассейновому округу, водохозяйственный участок реки — Ока от истока до города Орёл, речной подбассейн реки — бассейны притоков Оки до впадения Мокши. Речной бассейн реки — Ока.
Код объекта в государственном водном реестре — 09010100112110000017692.